# Goniogryllus punctatus
Goniogryllus punctatus är en insektsart som beskrevs av Lucien Chopard 1936. Goniogryllus punctatus ingår i släktet Goniogryllus och familjen syrsor. Inga underarter finns listade i Catalogue of Life.